# عبد الملك الخركوشي
عبد الملك بن محمد بن إبراهيم النيسابوري الخركوشي، يكنى بأبي سعد، هو واعظ من فقهاء الشافعية بنيسابور. نسبته إلى «خركوش» سكّة فيها. قال ياقوت: «رحل إلى العراق والحجاز ومصر، وجالس العلماء، وصنف التصانيف المفيدة وجاور مكة عدة سنين، وعاد إلى نيسابور وتوفي بها».

وقال عنه ابن عساكر: "كان يعمل القلانس ويأمر ببيعها بحيث لا يُدرى أنها من صنعته، ويأكل من كسب يده، وبنى في سكّته مدرسة وداراً للمرضى، ووقف عليهما أوقافاً، ووضع في المدرسة خزانة للكتب.

توفي في نيسابور عام 407هـ - 1016م.

## من كتبه
له عدة مؤلفات ومنها:
البشارة والنذارة. وهي في تفسير الأحلام
سير العباد والزهاد.
دلائل النبوة.
شرف المصطفى. وهو ثمانية أجزاء